# 7. периода хемијских елемената
Седма периода хемијских елемената у себи садржи један алкални метал, један земљани алкални метал, девет прелазних метала, дванест актиноида, четрислаба метала, један халогени елемент и један племенити гас. Седмој периоди припадају елементи: францијум, радијум, актинијум, торијум, протактинијум, уранијум, нептунијум, плутонијум, америцијум, киријум, берклијум, калифорнијум, ајнштајнијум, фермијум, мендељевијум, нобелијум, лоренцијум, радерфордијум, дубнијум, сиборгијум, боријум, хасијум, митнеријум, дармштатијум, рендгенијум, коперницијум, унунтријум, унунквадијум, унунпентијум, унунхексијум, унунсептијум, унуноктијум. Ови елементи имају атомске бројеве између 87 и 118. У овој периоди укупно се налази 32 хемијских елемената.

хемијски елементи седме периоде
| Групе | 1     | 2     | 3 | 4      | 5      | 6      | 7      | 8      | 9      | 10     | 11     | 12     | 13      | 14      | 15      | 16      | 17      | 18      |
| # Име | 87 Fr | 88 Ra | \| 89 Ac \| 90 Th \| 91 Pa \| 92 U \| 93 Np \| 94 Pu \| 95 Am \| 96 Cm \| 97 Bk \| 98 Cf \| 99 Es \| 100 Fm \| 101 Md \| 102 No \| 103 Lr \| | 104 Rf | 105 Db | 106 Sg | 107 Bh | 108 Hs | 109 Mt | 110 Ds | 111 Rg | 112 Cn | 113 Uut | 114 Uuq | 115 Uup | 116 Uuh | 117 Uus | 118 Uuo |
| 89 Ac | 90 Th | 91 Pa | 92 U | 93 Np  | 94 Pu  | 95 Am  | 96 Cm  | 97 Bk  | 98 Cf  | 99 Es  | 100 Fm | 101 Md | 102 No  | 103 Lr  |         |         |         |         |